# Donkey Kong Jr.
Donkey Kong Jr. (ドンキーコングJR., Donkī Kongu Junia) és un videojoc de plataformes per a màquines recreatives que va estrenar Nintendo l'any 1982. Es tracta de la seqüela de Donkey Kong però amb els rols oposats en comparació amb el seu predecessor: en Mario és el malvat i ha segrestat el pare d'en Donkey Kong Jr., qui l'ha de salvar. L'èxit que va obtenir va fer que se'n llancessin diversos  ports a diferents plataformes (inclosa la NES), una seqüela (Donkey Kong 3) i que el seu protagonista fos inclòs en diversos futurs jocs de la saga Mario com a personatge jugable.

## Jugabilitat
El joc inclou un total de quatre nivells, cadascun amb la seva temàtica. En Donkey Kong Jr. pot moure's a la dreta i a l'esquerra, saltar, i agafar-se a cordes, carres o cadenes per anar més amunt. Pot baixar més de pressa si s'agafa només a una parra, i la pot escalar més ràpidament si s'hi agafa a dues. S'inclouen alguns enemics, com uns ocells que llencen ous o unes boles d'energia que electrocuten al jugador. Se'ls pot esquivar o se'ls pot derrotar llençant-los peces de fruita que cauen verticalment. El jugador perd una vida si rep un impacte, cau des de molt amunt o fora de la pantalla o toca l'aigua.
Per tal d'alliberar el seu pare, en Donkey Kong Jr. ha d'aconsegir la clau que es troba al final de cada nivell, just al costat d'en Mario, qui és qui anirà llençant enemics. En l'últim nivell, hi ha sis claus, que s'han d'empènyer cap als cadenats corresponents. Llavors, el joc torna a començar, amb una dificultat afegida; s'afegeix un comptador de temps que pot fer perdre una vida si s'esgota.
Poden jugar-hi dues persones fent torns. L'ordre dels nivells és diferent en territoris diferents; en la versió japonesa, els nivells sempre apareixen seqüencialment, 1-2-3-4, mentre que a la versió americana, l'ordre és 1-4, 1-2-4, 1-3-4 i després 1-2-3-4 indefinidament. A causa de les limitacions tècniques de programació d'aleshores, no es pot seguir jugant més enllà del nivell 22; en la versió per a NES, el màxim és 133.

## Llegat

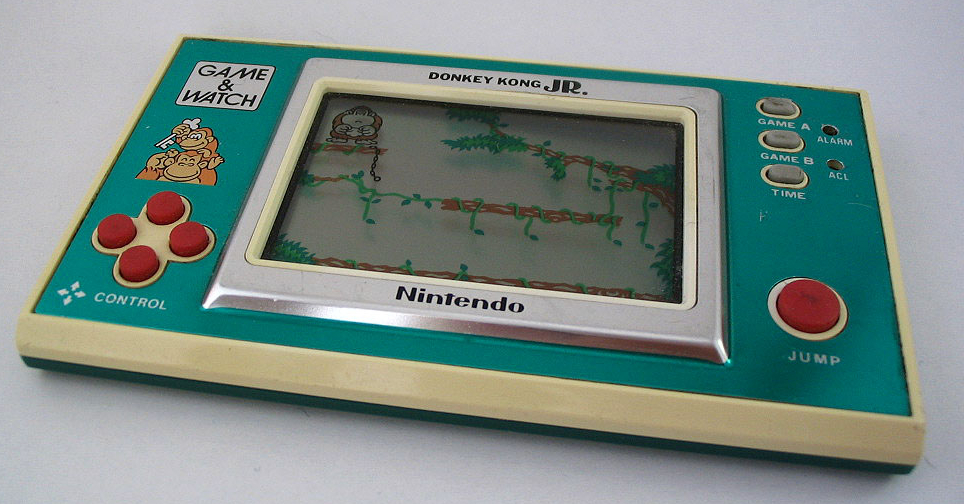
Donkey Kong Jr. per a la Game & Watch.

### Rellançaments i ports
Donkey Kong Jr. fou portat a múltiples videoconsoles i ordinadors de sobretaula. En algunes d'aquestes reedicions, hi manquen alguns nivells, o inclouen trucs exclusius.
Nintendo va permetre que Coleco fes ports per a consoles de sobretaula i que Atari en fes per a ordinadors de sobretaula, principalment per al mercat nord-americà. Atari en va fer per a les de la seva família de 8 bits (1984, sota Atari, Inc.) i l'Atari 7800 (1988, sota Atari Corporation). Coleco va distribuir ports per a la ColecoVision (1983), l'Atari 2600 (1983), l'Intellivision (1983) i la Coleco Adam (1984). Es van planejar i eventualment cancel·lar ports per a Apple II, MS-DOS, Commodore 64, Commodore VIC-20, ZX Spectrum i BBC Micro; aquest últim va acabar filtrant-se a internet.
Donkey Kong Jr. va sortir per a la Famicom (la versió japonesa de la NES) com a títol de llançament i per a la mateixa NES el juny de 1986 als EUA i el juny de 1987 a Europa. Més tard seria inclòs en compilacions. La primera, Donkey Kong Classics, inclou Donkey Kong i Donkey Kong Jr., i va sortir el setembre de 1988 als EUA i l'agost de 1989 a Europa. La segona, Donkey Kong Jr. + Jr. Math Lesson, exclusiva de la Famicom (1983), inclou amb Donkey Kong Jr. i una versió preliminar d'un videojoc educatiu anomenat Donkey Kong Jr. Math, que eventualment sortiria com a joc per separat en mercats occidentals.
Donkey Kong Jr. va refer-se per a la Game & Watch en tres versions; dues versions en blanc i negre per a les sèries New Wide Screen i Multi Screen (més tard sota el nom d'una versió anomenada Donkey Kong II) i una en color per a les sèries Tabletop i Panorama. Va ser portada també per a la Nintendo DSi per poder-se comprar digitalment, i també van incloure's en les compilacions de Game Boy Advance Game & Watch Galleries 3 i 4.
La versió de recreatives internacional va ser republicada per part de Namco a l'Amèrica del Nord el 2004 en una màquina que compilava Donkey Kong, Donkey Kong Jr. i Mario Bros..
El port de NES va ser rellançament múltiples cops començant per a la Famicom Disk System (1988). L'any 2000, va sortir per a la e-Reader de la Game Boy Advance sota el nom Donkey Kong Jr.-e. També es podia jugar dins del primer Animal Crossing per a GameCube. Va sortir per a la Consola Virtual de la Wii el desembre de 2006 i de la Wii U la primavera de 2013, i per a la Nintendo 3DS l'estiu de 2012, tot i que abans va ser ofert de manera gratuïta a tots aquells usuaris que formaven part del programa d'ambaixadors. Va ser inclòs en el sistema Nintendo Classic Mini: Nintendo Entertainment System que va estrenar Nintendo de manera limitada l'any 2016 i va afegir-se en el servei de jocs de NES ofert per als subscriptors del programa Nintendo Switch Online el 2019.
El desembre de 2018, tant la versió japonesa com l'internacional van rellançar-se digitalment per part de Hamster Corporation per a la Nintendo Switch dins la marca Arcade Archives.

### Aparicions
En Donkey Kong Jr. va aparèixer posteriorment en múltiples jocs de Nintendo, sigui en forma de cameo o com a personatge jugable.
És un dels personatges que es poden escollir a Super Mario Kart de la SNES, a Mario's Tennis per a la Virtual Boy, a Mario Tennis per a la Nintendo 64, i a Mario Kart Tour per a dispositius intel·ligents quan fou afegit l'any 2020.
També, el joc de recreatives va ser inclòs en diverses entregues del concurs televisiu nord-americà Starcade, i va inspirar uns segments d'animació del programa Saturday Supercade, que va emetre's al canal CBS de 1983 a 1984.